# Fluido extracellulare
Il fluido extracellulare è tutto il fluido corporeo al di fuori delle cellule di qualsiasi organismo multicellulare. L'acqua corporea totale negli adulti sani è circa il 60% del peso corporeo totale.